# Sint-Michielskerk (Keerbergen)

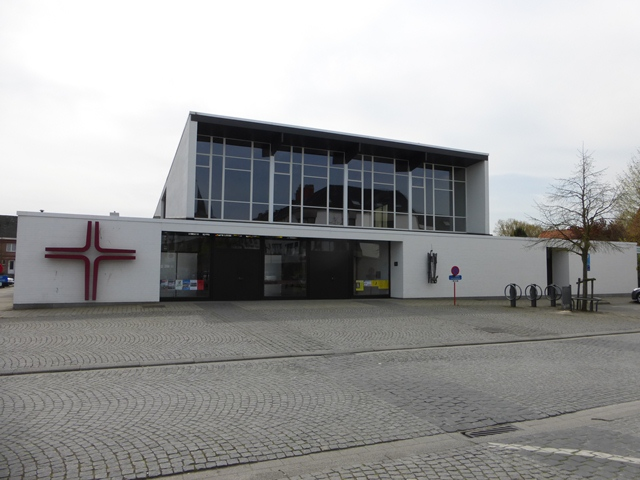
Sint-Michielskerk

De Sint-Michielskerk is de parochiekerk van de Vlaams-Brabantse plaats Keerbergen, gelegen aan het Gemeenteplein 26.

## Geschiedenis
De kerk werd gebouwd omdat de oude Sint-Michielskerk te klein werd. Een nieuwe kerk, in de stijl van het naoorlogs modernisme, werd gebouwd in 1968-1970. Architecten waren François De Smet en Willi Lateir. Nadat de nieuwe kerk in gebruik was genomen, werd de oude kerk afgebroken. Enkel de toren bleef bewaard .
In 1992 moest de kerk ingrijpend worden gerenoveerd vanwege bouwkundige tekortkomingen.
Het 18e-eeuwse Van Peteghem-orgel van 1777 uit de oude kerk werd gerestaureerd en in 1996 in de nieuwe kerk geplaatst.

## Gebouw
Het betreft een sobere zaalkerk op rechthoekige plattegrond. Aan de noordzijde, waar zich de ingang bevindt, is een glaswand die voor de lichtinval zorgt. Als materiaal is beton en witgeschilderde baksteen gebruikt.
De kerk heeft geen toren. Een kruis en een aluminium beeld van Sint-Michiel sieren de voorgevel.